# Сісілія Мальмстрем
Сісілія Мальмстрем (швед. Cecilia Malmström; нар. 15 травня 1968, Стокгольм, лен Стокгольм, Швеція) — шведська політична діячка та феміністка. Міністерка з відносин з ЄС у 2006—2010, феміністка. Членкиня ліберальної партії Швеції.
Єврокомісарка з торгівлі з 1 листопада 2014 до 30 листопада 2019 року в комісії Юнкера. Єврокомісарка з питань внутрішніх справ з 9 лютого 2010 до 1 листопада 2014 в комісії Баррозу. У 1999—2006 рр. була членкинею Європейського парламенту.

## Ранні роки та освіта
Народилась у парафії Бренкірка на півдні Стокгольму, виросла у Гетеборзі. Була студенткою Гетеборзького університету з 1992 по 1999 рік, стала науковою співробітницею (1994). Здобула ступінь кандидата політичних наук, тема «Регіон, сила і слава: регіональні партії в Західній Європі» (1998) і стала старшою викладачкою кафедри політичних наук Гетеборзького університету (1998—1999). Її дисертація була присвячена регіональним партіям у Західній Європі та зосереджена на Каталонії в Іспанії та Ломбардії в Італія. Досліджувала та викладала в галузі європейської політики, регіоналізму, імміграції та тероризму. Мальмстрем також працювала у Штутгарті та в Барселоні.
Вільно володіє шведською, англійською, іспанською та французькою, має середнє знання німецької та італійської.

## Політична кар'єра
Мальмстрем була членкинею шведської партії лібералів з кінця 1980-х, виконувала обов'язки керівниці партії з 1997 року та була членкинею Регіональної ради Вестра-Йоталанд з 1998 до 2001 року. 2007 року, коли Яна Б'єрклунда обрали керівником партії, Мальмстрем призначили першою віцеголовою партії.
1999 року Мальмстрем була обрана членкинею Європарламенту від Швеції та була переобрана знову 2004 року. За час свого перебування на посаді працювала в комітетах закордонних справ, комітеті з питань конституції, комітеті з питань внутрішнього ринку та захисту споживачів, а також у підкомітеті з прав людини та підкомітеті з питань безпеки та оборони. Крім того, виконувала обов'язки заступниці голови делегацій парламенту в Угорщині та Хорватії.
2002 року стала речницею Ліберальної групи у закордонних справах. Номінувала кубинського дисидента Освальдо Пая на премію Сахарова, яку він отримав від парламенту 2002 року.
Після шведських виборів 2006 року, на яких перемогла правоцентристська коаліція Фредріка Райнфельдта, Мальмстрем повернулась до Швеції, обійнявши посаду міністерки з питань європейських справ у кабінеті прем'єр-міністра Райнфельдта, який вступив на посаду 6 жовтня 2006 року. До її обов'язків входили інституційні питання, перегляд бюджету ЄС, стратегії Балтійського моря, Лісабонська стратегія та координацію головування Швеції в Раді Європейського Союзу 2009 року.
Мальмстрем підтримувала прийняття Швецією валюти євро, і в серпні 2007 року була однією із політиків, що вимагали проведення чергового референдуму щодо членства в ЄС.
17 листопада 2009 року Мальмстрем була номінована її урядом наступною єврокомісаркою Швеції.. Вступила на посаду єврокомісарки з внутрішніх справ 9 лютого 2010, обіймала посаду до 1 листопада 2014 року.
У вересні 2011 року Мальмстрем офіційно запустила Мережу обізнаності про радикалізацію (R.A.N.) — проєкт, спрямований на боротьбу з тероризмом та насильницьким екстремізмом за допомогою превентивних заходів, а не шляхом конфронтації. Менш ніж за рік проєкт перетворився на загальноєвропейську мережу вчених, психологів, неурядових організацій, постраждалих від тероризму, релігійних лідерів, представників громадянського суспільства та поліцейських разом із консультативною радою.
26 листопада 2012 року Мальмстрем разом із Робом Уейнрайтом, директором Європолу, оголосила про запуск нової Європейської фінансової коаліції проти комерційної сексуальної експлуатації дітей в Інтернеті.
У липні 2014 року шведський прем'єр-міністр Фредрік Рейнфельдт висунув кандидатуру Мальмстрем на другий термін єврокомісарства. До вересня Європарламент підтримав її кандидатуру. Вона взяла на себе обов'язки єврокомісарки з торгівлі 1 листопада 2014 року як членкиня Комісії Юнкера. Обіймала посаду до 30 листопада 2019.
З 2019 року Мальмстрем є запрошеною професоркою Гетеборзької школи бізнесу, економіки та права. Також з 2019 року вона працює в Трансатлантичній робочій групі Німецького фонду Маршалла та Фонді федерального канцлера Гельмута Шмідта (BKHS), співголовами якої є Карен Донфрід та Вольфганг Ішингер.